# Jairo Asencio
Pour les articles homonymes, voir Asencio.
Jairo Asencio (né le 5 mai 1984 à Sabana Grande de Palenque, San Cristóbal, République dominicaine) est un ancien lanceur droitier de baseball.
Asencio était connu en début de carrière sous le nom de Luis Valdez, une fausse identité.

## Carrière
Jairo Asencio évolue d'abord en ligues mineures dans l'organisation des Pirates de Pittsburgh, équipe avec laquelle il a signé son premier contrat en 2001. Libéré par le club, il signe en novembre 2007 avec les Braves d'Atlanta.
Après avoir joué en 2008 au niveau AA pour les Braves du Mississippi en Ligue Southern, il gradue la saison suivante en classe Triple-A chez les Braves de Gwinnett. En cours de saison 2009, les Braves d'Atlanta lui donnent sa première chance dans les majeures.
Le 12 juillet 2009, il apparaît pour la première fois au monticule pour les Braves. Entré dans le match en 9e manche contre Colorado, il encaisse la défaite face aux Rockies. Asencio effectue trois sorties en relève pour Atlanta et conserve une moyenne de points mérités de 3,38 en deux manches et deux tiers lancées.
Il ne peut rejoindre les Braves en 2010 en raison de problèmes de visa. Il est alors révélé que Asencio, connu au sein de l'équipe sous le nom de Luis Valdez, avait signé son premier contrat sous un faux nom.
De retour avec l'équipe d'Atlanta en 2011, Asencio est de passage pour seulement 6 matchs et joue la majorité de la saison en Triple-A avec le club de Gwinnett.
Le 29 mars 2012, les Braves le transfèrent aux Indians de Cleveland en échange d'un montant d'argent. Il participe à 18 rencontres des Indians en 2012 mais affiche une moyenne de points mérités élevée de 5,96 comme lanceur de relève, avec une victoire et une défaite. Le 1er juin, il passe aux Cubs de Chicago via le ballottage. 
Agent libre, il rejoint les Brewers de Milwaukee le 5 novembre 2012. Il est transféré aux Orioles de Baltimore le 25 mars 2013, à quelques jours du début de la nouvelle saison. Après 4 matchs joués pour les Orioles en 2013, il évolue pour les Kia Tigers de l'Organisation coréenne de baseball en 2014. 
Il signe un contrat des ligues mineures avec les White Sox de Chicago le 22 janvier 2015.

## Statistiques
| Saison | Équipe  | G | GS | CG | SHO | V | D | SV | IP  | SO | ERA  |
| ------ | ------- | - | -- | -- | --- | - | - | -- | --- | -- | ---- |
| 2009   | Atlanta | 3 | 0  | 0  | 0   | 0 | 1 | 0  | 2.2 | 0  | 3,38 |
| Totaux | Totaux  | 3 | 0  | 0  | 0   | 0 | 1 | 0  | 2.2 | 0  | 3,38 |

Note : G = Matches joués ; GS = Matches comme lanceur partant ; CG = Matches complets ; SHO = Blanchissages ; 
V = Victoires ; D = Défaites ; SV = Sauvetages ; IP = Manches lancées ; SO = Retraits sur des prises ; ERA = Moyenne de points mérités.